# 野村病院
野村病院（のむらびょういん、英語: Nomura Hospital）は、東京都三鷹市下連雀にある医療法人財団慈生会の病院である。
創立以来の理念として「医療の前に人あり」を掲げ、「病気だけを診る専門家ではなく、患者様を診る専門家を目指す」ことを診療理念としている。急性期医療から回復期リハビリテーション、緩和ケア、在宅医療まで、地域のニーズに応じた多機能な医療を提供している。院内には予防医学センター、訪問看護ステーション、地域包括支援センターを併設している。

## 沿革
- 1952年（昭和27年）11月3日 - 結核病院として39床で開設。[3]
- 1953年（昭和28年） - 医療法人財団慈生会を設立し、外科、手術室を新設。
- 1960年（昭和35年） - 人間ドックを開始し、救急病院に指定される。
- 1962年（昭和37年） - 結核病棟を一般病棟に転換。
- 1965年（昭和40年） - 特定医療法人に認可され、日本病院協会短期人間ドック指定病院となる。
- 1966年（昭和41年） - 最初に給食2食制開始。
- 1967年（昭和42年） - 整形外科を新設　病院を新築　検診車による集団検診開始。
- 1968年（昭和43年） - 夜間診療開始。
- 1976年（昭和51年） - 予防医学センターを開設し、医薬分業を全国に先駆けて開始。
- 1994年（平成6年） - リハビリテーション科新設。
- 1996年（平成8年） - 病院本館を増改築し、日本で最初の耐震化対策認定を受ける。
- 1997年（平成9年） - 野村訪問看護ステーションを開設。
- 1998年（平成10年） - 日本最短の2時間ドック（D-120）開始。
- 2000年（平成12年） - 在宅介護支援センターを開設し、（財）日本医療機能評価機構の認定を受ける。
- 2005年（平成17年） - ISO9001:2000認証取得。
- 2006年（平成18年） - 回復期リハビリテーション病棟および三鷹市連雀地域包括支援センターを開設。
- 2008年（平成20年） - 臨床検査科新設。
- 2009年（平成21年） - ISO9001:2008認証取得。
- 2010年（平成22年） - （財）日本医療機能評価機構より複合病院種別A（一般・長期療養）Ver6の認定を受ける。
- 2011年（平成23年） - 緩和ケア病棟を開設。
- 2012年（平成24年） - 在宅療養支援病院の届出を行う。
- 2013年（平成25年） - 患者図書室「学びサロンのむら」開設。
- 2015年（平成27年） - （財）日本医療機能評価機構認定更新(3rdG)。
- 2016年（平成28年） - 在宅医療部を設立し、訪問診療を開始。
- 2018年（平成30年） - 電子カルテを導入。

## 歴代院長
- 1984年 - 野村幸史（2代目）
- 2012年7月1日 - 須藤憲一（3代目）
- 2018年7月1日 - 吉野秀朗（4代目）
- 2023年 - 佐藤文哉（5代目）

## 診療科
公式サイトによると、以下の部門と診療科を設置している。
- 内科・総合診療部門
  - 総合診療科
  - 循環器内科
  - 呼吸器内科
  - 消化器内科
  - 糖尿病・内分泌内科
  - 血液内科
  - 腫瘍内科
  - 緩和ケア内科
  - 神経内科
  - 漢方内科
- 外科・救急医療部門
  - 外科
  - 脳神経外科
  - 整形外科
  - 形成外科
  - 乳腺外科
  - 救急科
- リハビリテーション・整形外科部門
  - リハビリテーション科
- その他
  - 内視鏡センター
  - 画像診断センター
  - 麻酔科
  - 臨床検査科

## 病床
- 許可病床数 - 133床[4]
- 病棟構成
  - 一般病棟 - 50床（急性期一般入院料6）
  - 回復期リハビリテーション病棟 - 40床
  - 地域包括ケア病棟 - 28床
  - 緩和ケア病棟 - 15床

## 施設認定・指定
- 東京都指定二次救急医療機関
- DPC対象病院
- 在宅療養支援病院
- 日本医療機能評価機構認定病院（機能種別版評価項目3rdG:Ver.2.0）
- 日本整形外科学会専門医制度研修施設
- 日本外科学会外科専門医制度関連施設
- マンモグラフィ検診施設画像認定施設

（出典：野村病院公式サイト「施設基準等各種届出・承認状況」）

## 交通アクセス
- JR東日本中央線・京王井の頭線 吉祥寺駅 南口（公園口）より[6]
  - 小田急バス（6番・7番のりば）約10分、「野村病院」または「新川」下車。[7]
    - 吉01系統：武蔵境駅南口行き、大沢行き
    - 吉02系統：千歳烏山駅北口行き
    - 吉03系統：仙川行き、新川団地中央行き、杏林大学病院前行き
    - 吉04系統：深大寺行き、野ヶ谷行き
    - 吉05系統：調布駅北口行き
- JR東日本中央線 三鷹駅 南口より[6]
  - 小田急バス（7番のりば）約10分、「野村病院」下車。
    - 鷹54系統：仙川行き、晃華学園東行き
- 京王線 調布駅 北口より
  - 小田急バス（13番・14番のりば）約25分、「野村病院」下車。
    - 吉05・06系統：吉祥寺駅行き
- 駐車場：34台（有料）[8]

## その他
1984年に公開された映画『ゴジラ』では、主人公・奥村宏（演：宅麻伸）が入院する「関東第二警察病院」の外観ロケ地として使用された（内部のシーンは東宝スタジオで撮影）。